# لورا سترونج
لورا سترونج هي لاعبة كرلنغ كندية، ولدت في 31 أكتوبر 1979 في سانت جونز في كندا.